# Джавіт Халіті
Джавіт Халіті (алб. Xhavit Haliti; нар. 8 березня 1956, Печ) — косовський політик.
Халіті вивчав албанський мову і літературу в університетах Приштини і Тирани. Він був активістом руху за незалежність Косова, емігрував у 1987 році до Швейцарії. Він брав активну участь у боротьбі косовських албанців і був співзасновником Армії визволення Косова (АВК). Він був одним з делегатів на мирних переговорах у Рамбуйє (Франція). Після Косівської війни, він став членом  Демократичної партії Косова на чолі з Хашимом Тачі. Халіті є членом Асамблеї Косова.